# FC Barcelona (basquete)
O Futbol Club Barcelona, também conhecido como Barça,  é um clube profissional de basquetebol ligado ao clube multi-esportivo Futbol Club Barcelona. Foi fundado em 24 de agosto de 1926, tornando-se o clube de basquete mais antigo da Liga ACB. É o segundo clube de maior sucesso na Espanha em número de títulos conseguidos (18 títulos) e um dos de maior prestígio da Europa.
A seção de basquete viveu seus melhores anos nas décadas dos 80 e 90, nas quais conquistou diversos títulos espanhóis e europeus. Seu título mais importante é a Euroliga conquistada na Temporada 2002-2003, quando ganhou a "Final Four" celebrada na própria cidade de Barcelona. O FC Barcelona é o clube onde se formou e profissionalizou-se Pau Gasol, consagrado basquetebolista espanhol.
Vários jogadores ilustres defenderam as cores "Azul e Grená" do FC Barcelona, dentre eles:Pau Gasol, Rony Seikaly, Marc Gasol, Anderson Varejão, Juan Carlos Navarro, Jaka Lakovič, Šarūnas Jasikevičius, Dejan Bodiroga, Gianluca Basile, Ricky Rubio, Juan Antonio San Epifanio "Epi", Sasha Djordjevic e Tony Massenburg.
A exemplo de outros clubes espanhóis, o FC Barcelona possui uma Equipe B que disputa a LEB Ouro.

## História

### Os primeiros anos
Em 1926 criou-se a seção de basquete. Em 1927 a equipa disputa sua primeira competição oficial, participando na quinta edição do Campeonato da Catalunha de Basquete (catalão: Campionat de Catalunya de Basquetbol). Durante esta época o basquetebol catalão era dominado por clubes como o CE Europa, Laietà BC, CB Atlètic Gràcia e Société Patrie, sendo que o FC Barcelona apenas estabeleceu-se como equipe competitiva de basquetebol na década de 40. Durante esta década o clube conquistou seis Copas del Generalísimo e um vice-campeonato. Em 1956 torna-se um dos membros fundadores da Liga Española de Baloncesto e foi vice-campeão na temporada inaugural. Em 1959 conquistou sua primeira Liga Espanhola.[1]

### Declínio nos Anos 60
Os anos 60 e 70 foram amargos para o gigante catalão sendo marcado por longo declínio. Em 1961 o então presidente do clube Enric Llaudet dissolveu o departamento de basquetebol, mesmo com a popularidade entre os adeptos. No entanto em 1962, após campanha dos torcedores o clube voltou atrás da decisão restaurando a equipe de basquetebol. Em 1964 a Primera División reestruturou a competição, cortando de 14 para apenas 8 clubes, relegando assim o FC Barcelona para a segunda divisão. Na temporada seguinte retornaram à elite sendo coroados campeões da Segunda División. Durante os anos 70 o clube foi persistentemente ofuscado pelos rivais Real Madrid e Joventut Badalona.

### Renascimento nos Anos 80
Durante os anos 80 o então presidente do clube Josep Lluís Núñez deu todo apoio à equipe em prol de transformá-la numa das melhores da Espanha, quiçá da Europa. Este apoio produziu resultados inspirados por seu treinador Aíto García Reneses e jogadores como Epi, Andrés Jiménez, Sibilio, Audie Norris e Solozábal durante a década. A década de 80 trouxe ao clube catalão seis  Ligas Espanholas (1981, 1983, 1987, 1988, 1989, 1990), cinco Copas do Rei (1981, 1982, 1983, 1987, 1988), duas Recopas Europeias (1985 e 1986), a Copa Korac, 6 ligas catalães (1981, 1983, 1987, 1988, 1989, 1990), uma copa Principe de Astúrias  e um Mundial Interclubes em 1985. Mostra do prestígio internacional que conseguiu a equipe, é que foi duas vezes convidado nessa década (em 1989 e 1990) a participar no McDonald's Open.
O único vencimento pendente da equipe dessa década é a Copa da Europa, que não consegue ganhar mesmo disputando duas vezes a final: em 1984 perde a final para o Banco Di Roma, e na temporada 1989-1990 perde para o Jugoplastika Split.

#### Decepção em Genebra
Em 1984, o FC Barcelona enfrentou pela primeira vez em sua história a final da Copa da Europa na cidade de Genebra, o torneio mais prestigioso do basquetebol europeu, o quinteto inicial do conjunto "blaugrana" dirigido por Antoni Serra foi o seguinte: Solozábal, Epi, Sibilio, De la Cruz e Marcellus Starks. Na frente estava outro estreante em finais europeias, o Banco di Roma. A primeira parte foi um recital azul-grená, tal é assim que ao término da primeira parte, o Barcelona tinha uma vantagem de 14 pontos. Mas tudo mudou pela segunda metade, o Banco di Roma remontou a desvantagem graças na grande parte à grande contribuição da base norte-americana Larry Wright, o Barça sofreu a pontaria da hábil base, e acusou a má atuação de Chicho Sibilio quem só conseguiu 4 pontos. Os 23 pontos do MVP na final: Juan Antonio San Epifanio não bastaram para alçar a ansiada copa, que finalmente se levou o conjunto italiano. Aquele dia começou uma larga maldição do Barça na Copa da Europa, que durou 19 anos.

### Consolidação na Elite e enfim a Euroliga

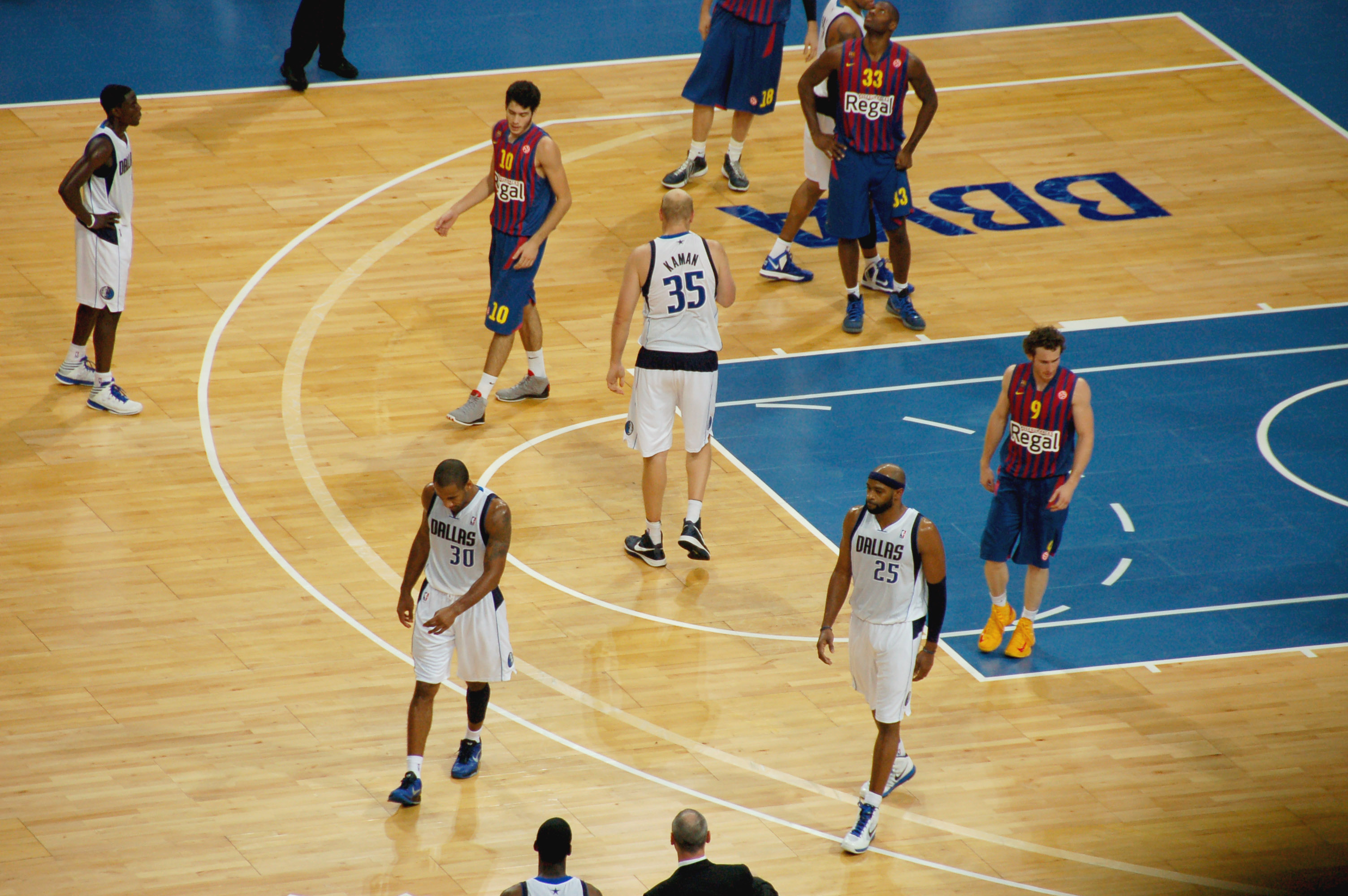
FC Barcelona em partida amistosa contra o Dallas Mavericks

O clube construiu uma história bem sucedida durante os anos 90, conquistando quatro Ligas Espanholas (1995, 1996, 1997, 1999), duas Copas do Rei (1991, 1994), 1 Copa Korac (1999) e 2 Ligas Catalã. Mesmo chegando a quatro Final Fours 1990, 1991, 1996 e 1997, tornando-se o clube recordista de participações em Final Fours com seis participações, ainda assim não conquistou o título do torneio. Nesta era o maior destaque foi o saragoçano Juan Antonio "Epi" San Epifanio com sua camisa de número 15, posteriormente aposentada.
Essa busca obstinada produziu frutos e em 2003 inspirados por Dejan Bodiroga, Gregor Fučka, Šarūnas Jasikevičius e Juan Carlos Navarro, venceram a  EuroLiga, derrotando o Benetton Treviso por 76–65 em partida disputa no Palau Sant Jordi em Barcelona empurrados por 16.670 fanáticos. O feito foi repetido em 2010 no Final Four de Paris desta vez com vitória de 86-68 sobre o Olympiacos, e em outubro realizou-se partida pondo frente-a-frente o campeão da NBA, o Los Angeles Lakers de Kobe Bryant e o "formado" no FC Barcelona e também barcelonês Pau Gasol . A partida foi vencida pelos catalães no Palau Sant Jordi po 92-88 tornando-se o primeiro europeu a vencer o campeão da NBA.

## Títulos

### Títulos Internacionais
- Mundial de Clubes
  - 1 Campeão:1985
  - 1 Finalista:1987
- Euroliga
  - 2 Campeão:2002-03 e 2010-11
  - 6 Finalista ': 1984, 1990, 1991, 1996, 1997, 2021

- Copa Saporta
  - 2 Campeão:1984-85, 1985-86
  - 1 Finalista: 1980-81.

- Copa Korac
  - 2 Campeão:1986-87, 1998-99
  - 1 Finalista: 1974-75.

### Títulos Nacionais
- 20 Liga ACB: 1958-59, 1980–81, 1982–83, 1986–87, 1987–88, 1988–89, 1989–90, 1994–95, 1995–96, 1996–97, 1998–99, 2000–01, 2002–03, 2003–04, 2008–09, 2010–11, 2011–12, 2013–14, 2019-20

- 22 vezes vice campeão.

- 27  Taça do Rei/Taça de Espanha: 1943, 1945, 1946, 1947, 1949, 1950, 1959, 1978, 1979, 1980, 1981, 1982, 1983, 1987, 1988, 1991, 1994, 2001, 2003, 2007, 2010, 2011, 2013, 2018, 2019, 2021, 2022

- 11 vezes finalista vencido.

- 6 Supertaça de Espanha: 1987–88, 2004, 2009, 2010, 2011, 2015
- 1 Taça Príncipe de Asturias de basquete: 1988
- 22 Lliga Catalana de Bàsquet: 1980-1981, 1982-1983, 1983-1984, 1984-1985, 1985-1986, 1989-1990, 1993-1994, 1995-1996, 2000-2001, 2001-2002, 2004-2005, 2009, 2010-2011, 2011-2012, 2012-2013, 2014, 2015, 2016, 2017, 2019

## Arenas Históricas

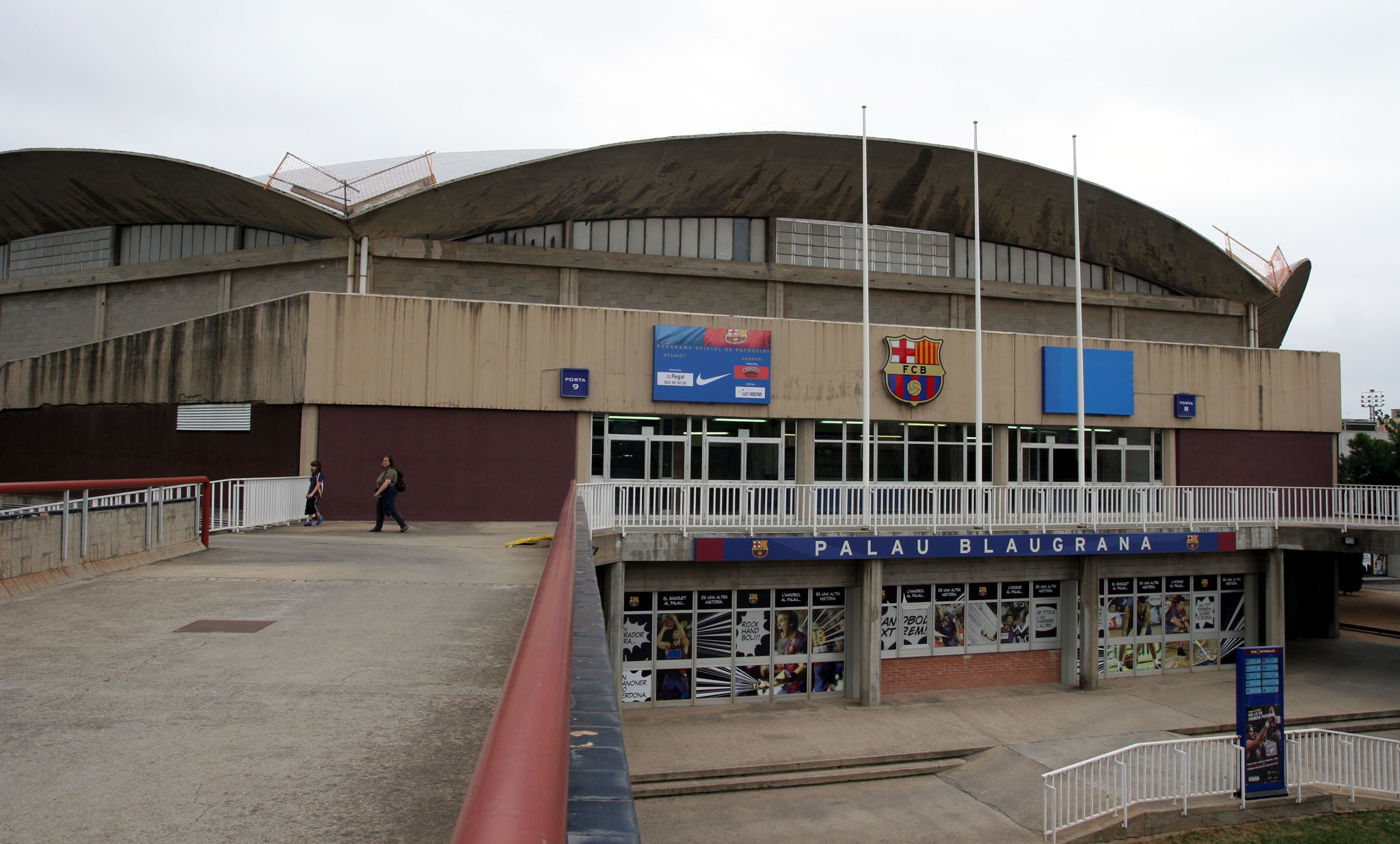
Palau Blaugrana

- Sol de Baix Sports Complex (1926–40)
- Les Corts Court (1940–71), anexo ao estádio de futebol Les Corts
- Palau Sant Jordi (1990–92), depois de 1992 utilizado para alguns jogos
- Palau Blaugrana (1971–90, 1992–presente)
- Nou Palau Blaugrana (previsto para inaugurar na temporada 2019–20)

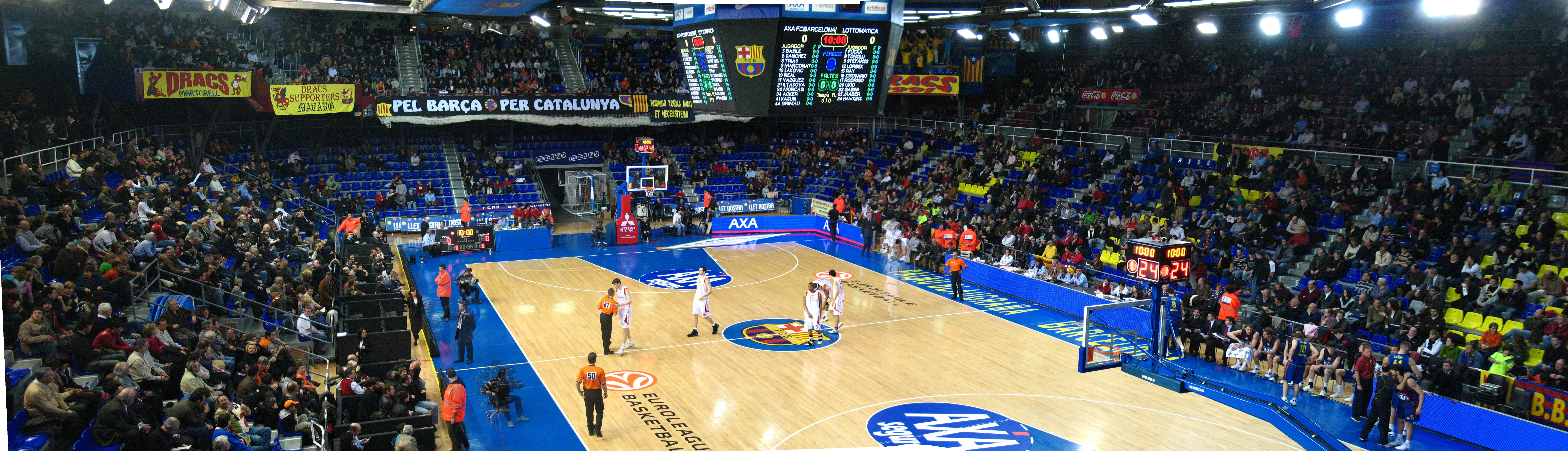
Aspecto do Palau Blaugrana durante a disputa do encontro que enfrentou ao FC Barcelona e a Lottomatica Roma da Euroliga em fevereiro de 2008

### Número Aposentados
| Números Aposentados do FC Barcelona |         |                           |      |            |
| N°                                  | Nat.    | Jogador                   | Pos. | Temporadas |
| 4                                   | Espanha | Andrés Jiménez            | AP   | 1986–98    |
| 7                                   | Espanha | Nacho Solozábal           | A    | 1978–94    |
| 12                                  | Espanha | Roberto Dueñas            | P    | 1996–05    |
| 15                                  | Espanha | Juan Antonio San Epifanio | A    | 1979–95    |

## Nomes de Patrocinadores
| - FC Barcelona Banca Catalana 1993–97 - Winterthur FC Barcelona 2004–07 - AXA FC Barcelona 2007–08 - Regal FC Barcelona 2008–2011 - FC Barcelona Regal 2011–2013 - FC Barcelona Lassa 2015–2019 |

## Outros dados de interesse
- Temporadas ACB: 23 (50 nos demais formatos)
- Máxima pontuação em uma partida: FC Barcelona 147-106 Cajabilbao (1986/1987)
- Maior diferência de pontos:74. FC Barcelona 128-54 Mataró (1972/1973)
- Jogador com mais partidas: Epi (421)
- Jogador com mais minutos: Epi (11.758)
- Jogador com mais pontos: Epi (7.028)
- Jogador com mais assistências: Juan Carlos Navarro (795)
- Jogador com mais rebotes: Roberto Dueñas (2.113)
- Jogador com mais tampões: Roberto Dueñas (266)
- Jogador com mais triplos: Epi (627)
- Jogador com mais recuperações: Solozábal (611)

## Futbol Club Barcelona Bàsquet B
FC Barcelona Básquet B é a equipe reserva do 'FC Barcelona' que atualmente disputa a Liga Adecco Prata.